# جميل سميث
جميل سميث (بالإنجليزية: Jamil Walker Smith)‏ هو ممثل أمريكي، ولد في 20 أغسطس 1982 بنيويورك في الولايات المتحدة.

## وصلات خارجية
- جميل سميث على موقع IMDb (الإنجليزية)
- جميل سميث على موقع ألو سيني (الفرنسية)
- جميل سميث على موقع ميوزك برينز (الإنجليزية)
- جميل سميث على موقع أول موفي (الإنجليزية)
- جميل سميث على موقع قاعدة بيانات الفيلم (الإنجليزية)
- جميل سميث على موقع كينوبويسك (الروسية)